# فهرست حمله به غیرنظامیان توسط گروه‌های مسلح تحت کنترل دولت ایالات متحده
فهرست حمله به غیرنظامیان توسط گروه‌های مسلح تحت کنترل دولت ایالات متحده، از جمله ارتش، نیروی دریایی، نیروی هوایی و نیروهای سازمان پیمان آتلانتیک شمالی تحت کنترل ایالات متحده در زیر آمده‌است. موارد موجود در این فهرست، مواردی هستند که به شکل عمده، ماهیت غیرنظامی داشته و به طور مستقیم (هر چند در برخی موارد به اشتباه) هدف قرار گرفته‌اند و شامل بمب‌های اشتباه یا سایر تلفات جانبی ناشی از حمله‌های غیردقیق اهداف نظامی نمی‌شود.

## لیست حمله‌ها
| حمله                                 | محل                         | تاریخ      | کشته‌شدگان | مجروح        | عاملان                 | مراجع |
| ------------------------------------ | --------------------------- | ---------- | --------- | ------------ | ---------------------- | ----- |
| پرواز ۶۵۵ ایران ایر                  | حریم هوایی ایران، خلیج فارس | ۰۳/۰۷/۱۹۸۸ | ۲۹۰       | ۰            | یواس‌اس وینسنس (CG-49)  | [ ۱ ] |
| کارخانه تولید شیر خشک نوزاد          | ابوغریب، عراق               | ۱۹۹۱-۰۱-۲۱ |           |              |                        | [ ۲ ] |
| بمباران پناهگاه امیریه               | امیریه، عراق                | ۱۹۹۱-۰۲-۱۳ | ۴۰۸       |              |                        | [ ۲ ] |
| کارخانه داروسازی الشفا               | خارطوم، سودان               | ۲۰/۰۸/۱۹۹۸ | ۱         | ۱۱           |                        | [ ۲ ] |
| بمباران قطار گردلیکا                 | گردلیکا، صربستان            | ۱۹۹۹-۰۴-۱۲ | ۱۴        |              | جت جنگنده F-15E        | [ ۲ ] |
| رادیو تلویزیون صربستان               | بلگراد، صربستان             | ۲۳/۰۴/۱۹۹۹ | ۱۶        |              |                        | [ ۲ ] |
| سفارت چین                            | بلگراد، صربستان             | ۰۷-۰۵-۱۹۹۹ | ۳         | ۲۰           |                        | [ ۲ ] |
| مجتمع صلیب سرخ                       | کابل، افغانستان             | ۲۰۰۱-۱۰-۱۶ |           |              |                        | [ ۲ ] |
| مجتمع صلیب سرخ                       | کابل، افغانستان             | ۲۰۰۱-۱۰-۲۶ |           |              |                        | [ ۲ ] |
| دفتر الجزیره                         | کابل، افغانستان             | ۲۰۰۱-۱۱-۱۳ |           |              |                        | [ ۲ ] |
| دفتر الجزیره                         | بغداد، عراق                 | ۰۸-۰۴-۲۰۰۳ | ۱         | ۱            |                        | [ ۲ ] |
| هتل فلسطین                           | بغداد، عراق                 | ۰۸-۰۴-۲۰۰۳ | ۲         |              |                        | [ ۲ ] |
| ۱۲ ژوئیه ۲۰۰۷، حمله هوایی بغداد      | بغداد، عراق                 | ۱۲/۰۷/۲۰۰۷ | ۱۲–۱۸     |              | AH-64 آپاچی            |       |
| حمله هوایی جشن عروسی حسکا مینا       | حسکه مینا، افغانستان        | ۰۶-۰۷-۲۰۰۸ | ۴۸        |              |                        |       |
| حمله هوایی آمریکا به روستای بیر محلی | بیر محلی، سوریه             | ۳۰/۰۳/۲۰۱۵ | ۶۴        |              |                        |       |
| بیمارستان پزشکان بدون مرز            | قندوز، افغانستان            | ۰۳/۱۰/۲۰۱۵ | ۲۲        | ۳۷           | جنگنده آمریکایی AC-130 | [ ۲ ] |
| حمله هوایی موصل ۲۰۱۷                 | موصل، عراق                  | ۲۰۱۷-۰۳-۱۷ | ۲۹۰+      | مجروح نامشخص |                        |       |